# William Griffiths (hockey sur gazon)
Pour les articles homonymes, voir Griffiths et William Griffiths.
William Salterlee Griffiths, né le 26 juin 1922  et mort le 27 octobre 2010, est un joueur de hockey sur gazon britannique.

## Carrière
William Griffiths fait partie de l'équipe de Grande-Bretagne de hockey sur gazon médaillée d'argent olympique en 1948 à Londres.